# Coccosteina
Los cocosteínos (Coccosteina) son un infraorden de placodermos, un grupo de peces con armadura que se diversificó durante el Devónico.

## Sistemática
- Género basal Maideria
- Superfamilia Buchanosteoidea
  - Familia Buchanosteidae
- Superfamilia Gemuendenaspoidea
  - Familia Gemuendenaspidae
- Superfamilia Homosteoidea
  - Familia Homosteiidae
- Superfamilia Brachydeiroidea
  - Familia Brachydeiridae
- Superfamilia Coccosteoidea
  - Familia Pholidosteidae
  - Familia Coccosteidae
  - Familia Plourdostenidae
  - Familia Torosteidae
  - Familia Incisoscutidae
  - Familia Camuropiscidae
- Superfamilia Dinichthyloidea
  - Familia Dinichthyidae
  - Familia Trematosteidae
  - Familia Rachiosteidae
  - Familia Pachyosteidae
  - Familia Titanichthyidae
  - Familia Bungartiidae
  - Familia Selenosteidae
  - Familia Mylostomatidae